# Thomas Quiwonkpa
Thomas Gankama-Quiwonkpa (27 de julho de 1955 - 17 de novembro de 1985), um dan do Condado de Nimba, foi um Comandante Geral das Forças Armadas da Libéria e fundador da Frente Patriótica Nacional da Libéria.

## Biografia
Nascido na cidade de Zualay em 1955, Quiwonkpa era filho de agricultores de subsistência. Aos dezesseis anos, ingressou nas Forças Armadas da Libéria. Depois de terminar o ensino médio em 1978 através de um programa no Barclay Training Center, recebeu uma designação para o departamento de registros das Forças Armadas.

### Parte do golpe de Samuel Doe (1980)
Obteve destaque em 12 de abril de 1980, quando ajudou Samuel Doe em um golpe militar que depôs o governo americano-liberiano de William R. Tolbert Jr. Cerca de um mês depois, os revolucionários prenderam o comandante-em-chefe das Forças Armadas da Libéria Edwin Lloyd e outros líderes militares acusados de planejar um contragolpe. Em meados de maio, Quiwonkpa foi proclamado major-general e nomeado novo comandante da Forças Armadas.
Dois meses depois, estava usando o título de general de brigada. Em pouco tempo, se desentendeu com Doe; em 1983, Quiwonkpa foi rebaixado e posteriormente acusado de tentar derrubar o governo de Doe, forçando-o a fugir do país.

### Tentativa de golpe contra Doe (1985)
Em 12 de novembro de 1985, um mês após as eleições, Quiwonkpa, apoiado por cerca de duas dezenas de homens fortemente armados, entrou secretamente na Libéria através de Serra Leoa e lançou um golpe contra Doe. No entanto, os métodos pouco ortodoxos de Quiwonkpa e a falta de apoio dos Estados Unidos resultaram em um fracasso desastroso.
Quiwonkpa foi capturado e em 15 de novembro foi morto e mutilado por soldados krahn leais a Doe. Seus assassinos então desmembraram seu corpo e supostamente comeram partes dele. Seu corpo foi exibido publicamente nas dependências da Mansão Executiva em Monróvia logo após sua morte.

### Represálias pós-golpe
Em uma campanha de retaliação contra os golpistas e seus apoiadores, o governo de Doe lançou um expurgo sangrento contra os grupos étnicos gio e mano no condado de Nimba, de Quiwonkpa, levantando alarme sobre um possível genocídio. A matança de cerca de 3.000 pessoas por Doe provocou rivalidades étnicas que mais tarde alimentaram a Primeira Guerra Civil da Libéria.